# Liviu Librescu
Liviu Librescu (18. srpna 1930 Ploješť – 16. dubna 2007 Blacksburg) byl izraelsko-americký vědec rumunsko-židovského původu, zabývající se výzkumem převážně v oblasti aeroelasticity a aerodynamiky.
Přednášel jako profesor letecké a mechanické inženýrství na Telavivské univerzitě (1979–1986) a poté inženýrské vědy a mechaniku na Virginském polytechnickém institutu a státní univerzitě (1985–2007). Byl zavražděn při masakru na Virginském polytechnickém institutu a státní univerzitě, když bránil své studenty.

## Životopis
Liviu Librescu se narodil v židovské rodině v rumunském městě Ploiești. Druhou světovou válku přežil v ghettu ve Focșani, holokaustu se mu podařilo uniknout.
Po válce studoval na Polytechnické univerzitě v Bukurešti aerokosmické technologie a posléze získal i doktorát v oboru mechaniky tekutin (1969). V letech 1953–1975 pracoval na několika rumunských vědeckých ústavech, konkrétně Ústavu aplikované mechaniky, Ústavu mechaniky tekutin a Ústavu mechaniky tekutin a aerokosmických konstrukcí Akademie Věd Rumunska. Jeho kariéra uvázla v průběhu 70. let, když opakovaně odmítl spolupracovat s rumunskou komunistickou stranou a podporovat tehdejší režim. Když poté oficiálně požádal o povolení vystěhovat se i s rodinou do Izraele, byl z ústavů vyloučen. Původně jeho žádosti nebylo vyhověno, situace se změnila až poté, co za její kladné vyřízení osobně intervenoval izraelský premiér Menachem Begin.
Librescu emigroval do Izraele v roce 1978, v letech 1979–1986 byl profesorem aeronautického a mechanického inženýrství na Telavivské univerzitě a Technice v Haifě. V roce 1985 se u příležitosti tzv. Sabbatical year přesunul do USA na Virginský polytechnický institut a státní univerzitu, kde už posléze setrval jakožto vědec a učitel až do své náhlé smrti.

## Smrt

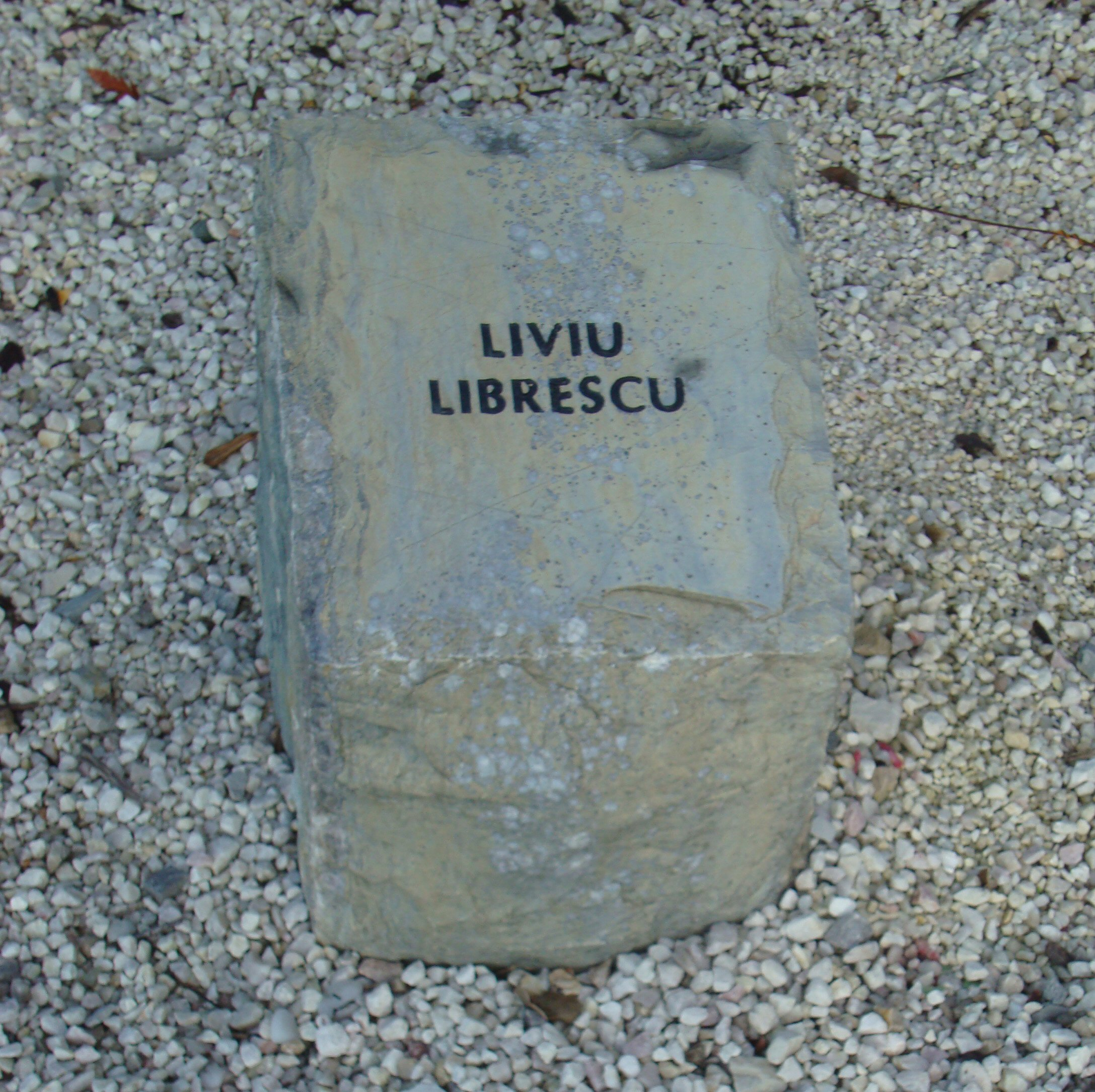
Pamětní kámen prof. Libresca v kampusu Virginia Tech

Liviu Librescu byl zavražděn při masakru na Virginském polytechnickém institutu a státní univerzitě, když zdržel studenta Čo Sung-huie, který ten den zastřelil 32 lidí a desítky dalších zranil. Šestasedmdesátiletý profesor svým studentům nařídil utéci okny a sám držel dveře, aby útočník nemohl projít skrz. Tím poskytl většině svých žáků dostatek času k úniku, vrah jej zastřelil skrze dveře. Když pak vstoupil do třídy, z oken vyskakovali poslední studenti, z nichž stihl zastřelit jednoho.

## Vědecká kariéra
Profesor Librescu byl celosvětově uznávaný vědec. Byl autorem a spoluautorem několika vědeckých publikací a stovek článků v odborných vědeckých časopisech. Byl profesorem na Telavivské univerzitě a Virginském polytechnickém institutu, významným členem řady mezinárodních vědeckých institucí a členem redakčních rad řady odborných vědeckých časopisů.

## Posmrtné pocty
Profesorův syn Joe oznámil, že obdržel řadu kondolenčních e-mailů od studentů, které označují jeho otce za hrdinu a vyjadřují přesvědčení autorů, že by bez jeho sebeobětování nejspíše nepřežili. Celá řada médií po celém světě taktéž referovala, minimálně v rámci zpravodajství o masakru, o hrdinné smrti profesora Libresca, řada připojila též články či reportáže o něm samém.
Rumunský prezident Traian Băsescu udělil profesoru Librescovi dva dny po jeho smrti Velký kříž Hvězdy Rumunska za celoživotní přínos vědě a pro hrdinství, které prokázal, když obětoval svůj život za záchranu svých studentů.
Týž den americký prezident George Bush vzpomenul profesora Libresca během svého projevu u příležitosti návštěvy Muzea holocaustu:
That day we saw horror, but we also saw quiet acts of courage. We saw this courage in a teacher named Liviu Librescu. With the gunman set to enter his class, this brave professor blocked the door with his body while his students fled to safety. On the Day of Remembrance, this Holocaust survivor gave his own life so that others may live. And this morning we honor his memory and we take strength from his example..
Český překlad:
V tento den jsme viděli hrůzu, ale viděli jsme také skromné akty odvahy. Viděli jsme tuto odvahu v učiteli Liviu Librescu. Když se střelec pokusil vstoupit do třídy, statečný profesor zalehnul dveře svým tělem, zatímco jeho studenti prchali do bezpečí. Ve dni památky holocaustu se tento muž, který přežil holocaust, vzdal svého života, aby jiní mohli žít. Dnešního dne ctíme jeho památku a bereme si sílu z jeho příkladu.

## Publikační činnost
Vybrané knihy, jichž byl prof. Librescu autorem či spoluautorem:
- Liviu Librescu a Ohseop Song: Thin-walled composite beams: Theory and Application, 2006
- G. Cederbaum, Elishakoff, I., Aboudi, J. and Librescu, L.: Random Vibrations and Reliability of Composite Structures, 1992
- Librescu, Liviu: Elastostatics and Kinetics of Anisotropic and Heterogeneous Shell-Type Structures, 1976
- Librescu, Liviu: Statica și dinamica structurilor elastice anizotrope și eterogene, 1969